# Jung y la imaginación alquímica
Jung y la imaginación alquímica (en inglés Jung and the Alchemical Imagination) es una obra sobre psicología analítica y alquimia publicada en el año 2000 y escrita por el doctor en psicología, analista junguiano, profesor, conferenciante y escritor estadounidense Jeffrey Raff.

## Sinopsis
Jung y la imaginación alquímica ilustra la naturaleza espiritual de la psicología junguiana y la deuda que tiene con la tradición de la religión esotérica. A diferencia de otros libros sobre Jung y alquimia que contienen una interpretación psicológica de material alquímico, este trabajo utiliza la alquimia para comprender las tres piedras angulares de la espiritualidad junguiana: el sí-mismo, la función trascendente y la imaginación activa. A través de la interpretación de imágenes alquímicas, Raff explica la naturaleza de estos tres conceptos e ilustra cómo juntos forman un nuevo modelo de espiritualidad occidental contemporánea.
Este libro también es único en la selección de textos alquímicos para análisis que son relativamente desconocidos y que, en su mayor parte, nunca han sido interpretados. Además, presenta dos nuevos conceptos: el aliado y el reino psicoide.
Mediante la adición de estas ideas y la nueva comprensión que ofrecen, es posible aplicar imágenes alquímicas a la experiencia transpsíquica, es decir, a un mundo espiritual que no puede reducirse a conceptos psicológicos. Al incluir este ámbito en el estudio de la alquimia y el pensamiento junguiano, es posible obtener conocimientos sobre la naturaleza de las experiencias visionarias y extáticas que forman parte del camino de la individuación: el camino hacia la culminación.

## Edición en castellano
- Raff, Jeffrey (2022). Jung y la imaginación alquímica. Traducción Francisco López Martín, cartoné, 336 páginas, 23 ilustraciones, colección Imaginatio vera 148. Vilaür: Ediciones Atalanta. ISBN 978-84-12-43151-3.